# Lago Bistcho
Il lago Bischo è uno dei principali laghi della provincia canadese dell'Alberta. Si trova nel bacino idrografico del fiume Liard, nelle regioni settentrionali della provincia ed ha una superficie di 413 km².
Le acque che escono dal lago si dirigono verso il Mare di Beaufort.
Nelle vicinanze del Bischo sono presenti alcune riserve indiane: Jackfish Point 213 e Bistcho Lake 214.
| Controllo di autorità | VIAF (EN) 315526641 · LCCN (EN) sh85014463 · J9U (EN, HE) 987007282555005171 |